# Parafia św. Jana Chrzciciela w Kielcach-Podhalu
Parafia Świętego Jana Chrzciciela w Kielcach-Podhalu – parafia rzymskokatolicka w Kielcach. Należy do dekanatu Kielce-Południe diecezji kieleckiej. Założona w 1982. Jest obsługiwana przez księży diecezjalnych. Mieści się przy ulicy Oboźnej. 